# Santa Cecilia del Alcor

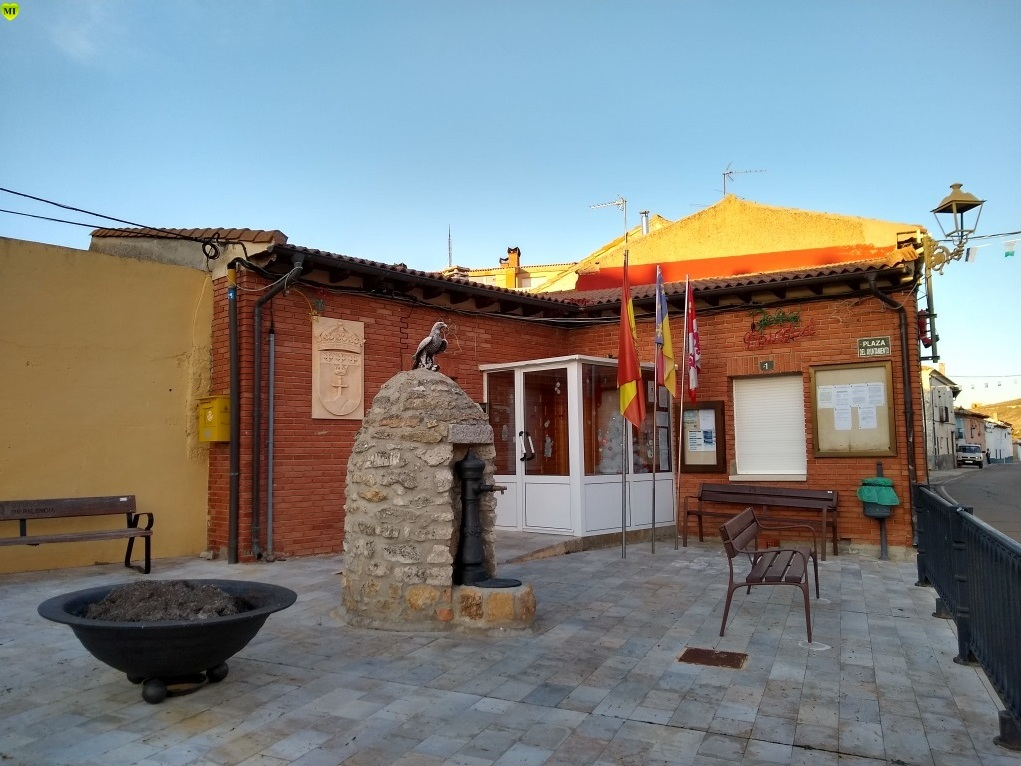
Ayuntamiento

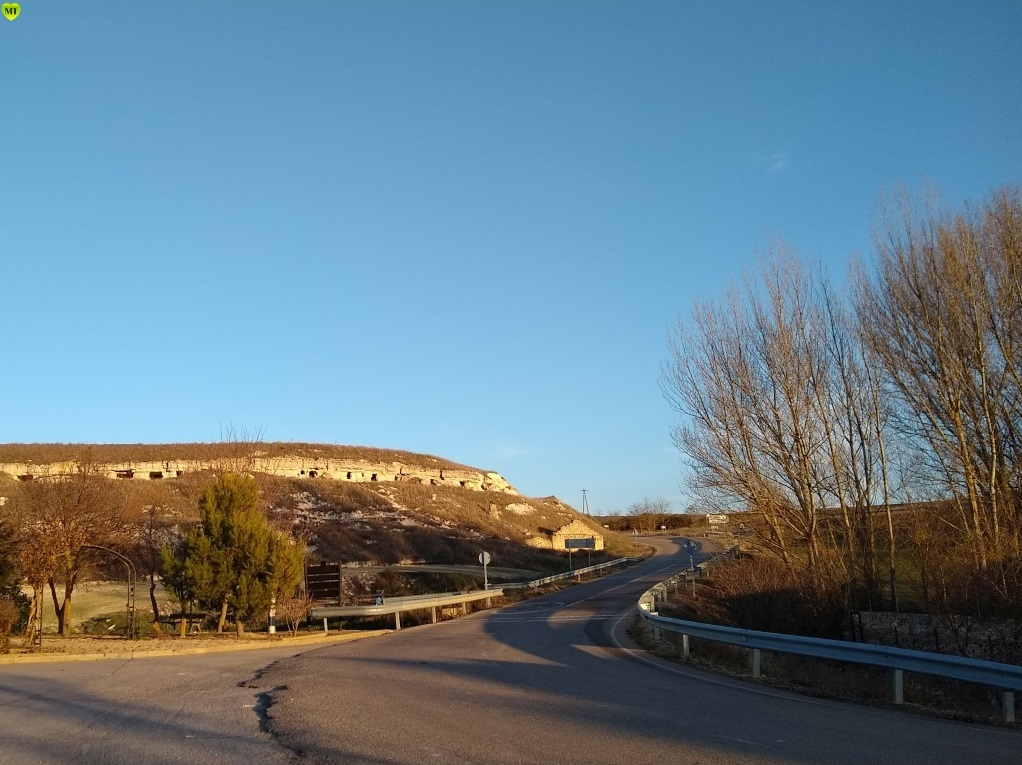
Cuevas. Viviendas rupestres

Santa Cecilia del Alcor es un municipio y localidad de la provincia de Palencia (Castilla y León, España). En el último censo llevado a cabo en el 2019, el pueblo contaba con alrededor de 118 habitantes.

## Geografía humana

### Demografía
Cuenta con una población de 92 habitantes (INE 2024).
| Gráfica de evolución demográfica de Santa Cecilia del Alcor entre 1842 y 2021                                         |
| |
| Población de derecho según los censos de población del INE. Población de hecho según los censos de población del INE. |

| 1900 | 1910 | 1920 | 1930 | 1940 | 1950 | 1960 | 1970 | 1981 | 1991 |
| 244  | 277  | 334  | 368  | 292  | 350  | 285  | 217  | 194  | 166  |